# Treni STEFER urbani bloccati
I treni urbani bloccati della STEFER sono un gruppo di diciotto treni urbani a composizione bloccata per mezzo di barra di trazione, di cui nove a tre elementi e nove a due elementi con un'ulteriore rimorchiata aggiunta con normali organi di aggancio.
I convogli entrarono in servizio tra il 1959 e il 1961 e sono stati impiegati prima sulla ferrovia Roma-Fiuggi-Alatri-Frosinone e in seguito sulla ferrovia Roma-Giardinetti. Inizialmente di proprietà della STEFER, nel 1976 passarono ad Acotral, nel 1993 a Cotral, nel 2000 a Metroferro (poi Met.Ro.) e infine nel 2010 diventarono di proprietà di ATAC.

## Storia
L'entrata in servizio dei treni extraurbani bloccati e dei primi tre elettrotreni articolati con la previsione di acquistare sette ulteriori unità, consente alla STEFER di programmare il definitivo accantonamento di tutto il materiale extraurbano di vecchia tipologia, risalente al periodo 1915-1921, del tutto inadatto in un presente storico dove l’autobus ha raggiunto livelli di tecnologia, velocità e comodità oltremodo elevati. Tale ritiro si completa nel 1962, con l’eccezione delle due motrici 434 e 457, destinate ad effettuare il servizio a spola tra Fiuggi e Alatri. Nel frattempo con nove composizioni in servizio e sette di prossima fornitura, è possibile pensare anche al futuro del servizio urbano, che non può certamente continuare ad affidarsi a composizioni arrangiate e a rotabili adeguati senza un criterio univoco. In luogo di acquistare nuovi rotabili si pensa qui ad una ricostruzione del materiale già in uso sulla tratta urbana, in gran parte di recente acquisizione e comunque ancora lontano dal pieno ammortamento del capitale a suo tempo investito, al quale vanno aggiunte le tre rimorchiate del rapido e tre ulteriori carrozze acquistate per colmare la necessità di rotabili per formare diciotto composizioni a tre elementi.

## Il piano di ricostruzione

### Le rimorchiate 121-123
Entrate in servizio nel 1958 sono una versione semplificata delle rimorchiate semi-pilota gruppo 110 del 1949-1950, prive della ritirata e del banco di manovra e relativi annessi frontali. In tale stato hanno fatto servizio per circa un anno al traino delle motrici 430, le uniche adattate alla manovra delle porte a libretto a comando elettropneumatico.

### Criteri di ricostruzione

Il treno 067-425-052

Alla composizione Mp+Rp 109-110 è aggiunta una rimorchiata gruppo 080, che si presenta con l'originaria disposizione dei posti di manovra su entrambe le testate.

Il piano prevede di ricavare diciotto treni bidirezionali:
- nove treni a tre pezzi composti di motrice non pilota compresa tra due rimorchiate semi-pilota (banchi su una sola testata), collegati tra loro con una barra di trazione e quindi separabili solo in officina;
- nove treni a due pezzi ancora uniti con barra di trazione, dei quali tre formati da motrice semi-pilota gruppo 01-03 unite ad una rimorchiata 121-123, sei formati dall'intero gruppo delle 100, trasformate cinque in motrici e cinque in rimorchiate entrambe semi-pilota;
- nove rimorchiate pilota (con banchi su entrambe le testate) da aggiungere ai treni a due elementi.

Contrariamente a quanto è sempre avvenuto a Roma, con le ricostruzioni solitamente operate secondo l’estro del momento (si veda il caso delle rinnovate dell'ATAC o le modifiche alle motrici gruppo 70 delle linee dei Castelli) la trasformazione del materiale viene effettuata con un criterio univoco;
- un primo treno di prova è costruito nel 1959 utilizzando la motrice 422, già precedentemente modificata con il montaggio dei nuovi carrelli, accoppiandola al rimorchio semipilota 051, ottenendo un treno di motrice e rimorchio entrambi semipilota;
- effettuate le prove di circolazione ed ottenuta l'autorizzazione ministeriale le restanti motrici del gruppo 420 sono trasformate in motrici non pilota (prive di banchi di manovra) e intercalate ognuna tra due rimorchi del gr. 050 trasformati in semipilota;
- cinque rimorchiate del gruppo 100 sono trasformate in motrici semipilota, che vengono accoppiate ad altrettante rimorchiate dello stesso gruppo, trasformate in rimorchiate semipilota;
- le tre rimorchiate del gruppo 01 sono trasformate in motrici semipilota, che vengono accoppiate ad altrettante rimorchiate del gruppo 121 trasformate in rimorchiate semipilota;
- le sei rimorchiate del gr. 080 e le rimorchiate 054, 058 sono trasformate in rimorchiate pilota bidirezionali, ossia con banchi alle due estremità:
- la rimorchiata 057 è trasformata in rimorchiata semipilota, con banco ad una sola estremità.[2]

Delle 24 rimorchiate urbane 050-073 ne sono utilizzate 22. La 053, anch'essa ammodernata nella cassa, è adattata al servizio extraurbano nell'idea di farla trainare dalle motrici 434 e 457 sul servizio a spola Fiuggi-Alatri, e a tale scopo viene dotata di porte a battente ad apertura manuale per finire poi inutilizzata in deposito fino alla fine degli anni ottanta; la 072 è stata radiata in epoca precedente e se ne ignora il destino.

### Meccanica
Le casse delle vetture, completamente ricostruite, mantengono l'originaria disposizione dei finestrini e sono munite di porte a comando elettropneumatico e di vetro frontale unico alle cabine di guida. I due rotabili delle unità M-Rp e i tre delle unità Rp-M-Rp sono come detto uniti da una barra di trazione e quindi separabili solo in officina ma tutti i rotabili sono dotati alle estremità, con o senza banchi di guida, di accoppiatori elettrici e pneumatici e dell'usuale gancio e respingente centrale. Tale disposizione è legata all'idea, esposta dalla STEFER nell'ordine di servizio di immissione, di poter usare questo materiale in composizioni di varia tipologia; nella realtà, a parte l'aggiunta di una rimorchiata 080 ai treni a due elementi, le uniche composizioni ammesse in servizio sono le unità M-Rp e Rp-M-Rp, escludendosi anche l'accoppiamento in multiplo di due unità. Tutte le motrici montano carrelli nuovi progettati e costruiti in proprio dalla STEFER utilizzando, in parte, materiali di risulta provenienti da rotabili accantonati dei tre esercizi in gestione. Le rimorchiate 050-073 ricostruite montano carrelli recuperati dalle motrici 430 e 450 destinate alla demolizione. Le rimorchiate 080 e 100 montano i carrelli originari. Le rimorchiate 100 sono dotate, infine, di carrelli Brill 97-E, non si sa se nuovi o provenienti da un recupero.

## Equipaggiamento elettrico
Le motrici adottano i vecchi motori U175 di origine e solo una parte delle 420 è dotata di nuovi motori del tipo US521. L'avviatore è di tipo PCM, elettropneumatico con comando a bassa tensione, ed è stato recuperato dai filobus ATAC Fiat/CGE a due assi del 1937, radiati qualche anno prima. I banchi di guida sono progettati e costruiti in proprio dalla STEFER, sul tipo di quelli progettati nell’immediato dopoguerra per i locomotori della ferrovia Roma-Lido ricostruiti nel 1947.

## Servizio
Tutto il materiale mantiene la propria numerazione d'origine. Le unità bloccate sono individuate dal numero della motrice: il treno formato dalla motrice 424 tra le rimorchiate 065 e 069 è quindi il treno 424; il treno 01-121 è quindi il treno 01, e così via. La tabella che segue dà le composizioni originarie dei treni. Si noti che nei treni a tre elementi l'apparecchiatura elettrica è distribuita tra la motrice ed uno dei rimorchi pilota, indicato nella tabella con Rp-e, e che al treno 422-051 è accoppiata in seguito la rimorchiata 057.
| M | 420 | 421 | 422 | 423 | 424 | 425 | 426 | 427 | 428 | 429 | 01  | 02  | 03  | 101 | 102 | 103 | 106 | 110 |
| Rp-e | 062 | 068 | 051 | 060 | 065 | 066 | 067 | 073 | 063 | 050 | 121 | 123 | 122 | 105 | 108 | 107 | 104 | 109 |
| Rp | 056 | 071 | -   | 061 | 069 | 052 | 070 | 059 | 064 | 055 | -   | -   | -   | -   | -   | -   | -   | -   |
| Nei treni a tre elementi l'apparecchiatura elettrica è distribuita tra la motrice ed uno dei rimorchi pilota, indicato nella tabella con Rp-e. Al treno 422-051 viene aggiunta in modo stabile la rimorchiata 057. |     |     |     |     |     |     |     |     |     |     |     |     |     |     |     |     |     |     |

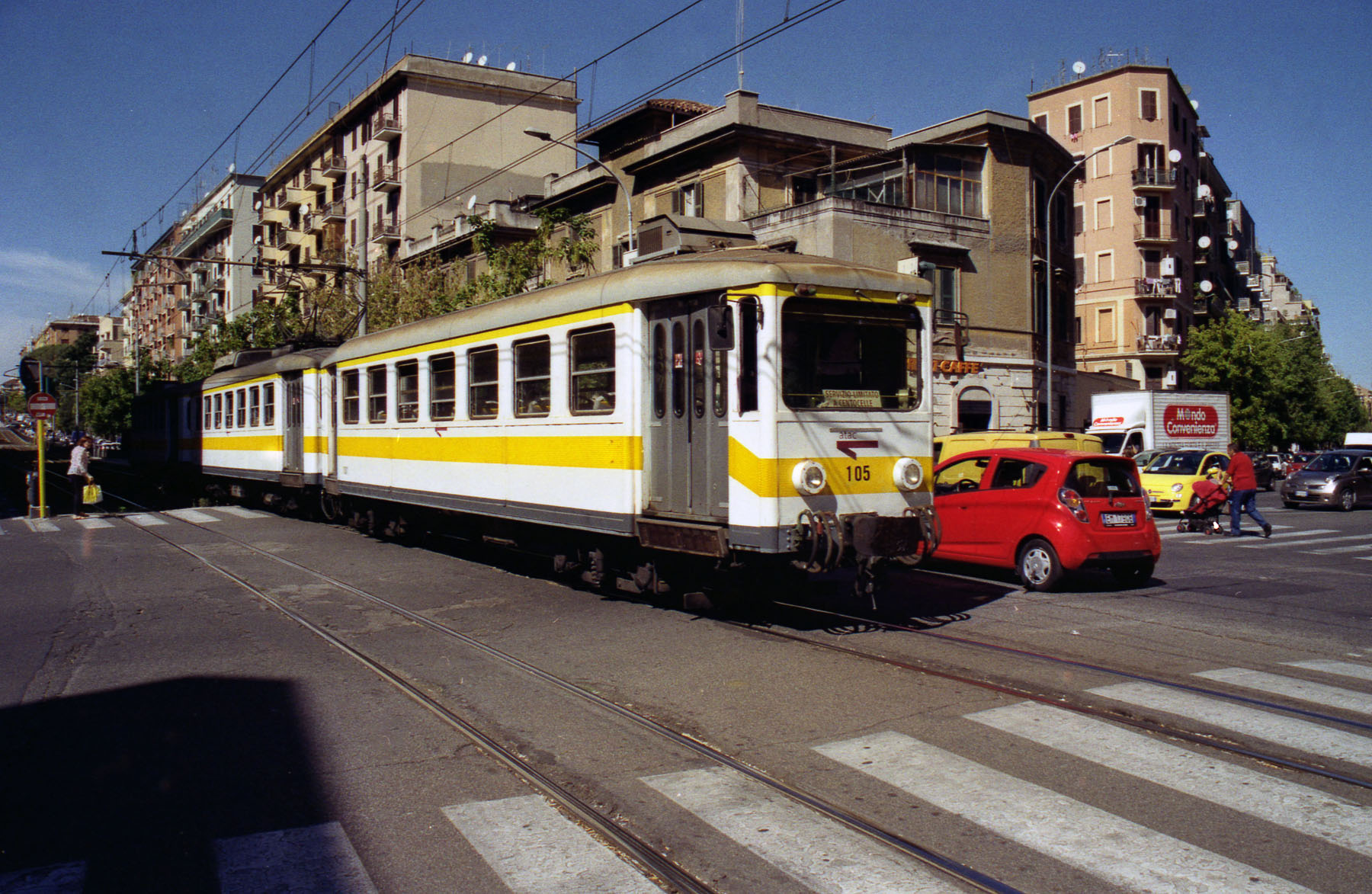
Nella livrea attuale

Benché ricavati da materiale vetusto ed anche abbastanza usurato dal periodo della guerra i nuovi treni danno ottima prova in servizio. Nel primo anno di impiego, essendosi stabilito che non si useranno unità in doppia trazione ed altre composizioni, le rimorchiate 080 sono trasformate in semipilota (mantengono il vetro unico sul frontale privato del banco) e tutte le testate libere delle 050-073 sono private degli organi di aggancio e collegamento. La disposizione interna tipicamente urbana, con sedili 1+1 e mancorrenti, consente di trasportare una media di 100 viaggiatori per singolo rotabile, ciò che migliora notevolmente il servizio urbano per Centocelle e Grotte Celoni, pur supportato da sei linee autobus parallele. Fatte salve le unità radiate per incidenti i treni sono tuttora in circolazione con parte del materiale spostato da una composizione all'altra, eventualmente sottoposto ad ulteriori trasformazioni (da rimorchiata semplice a rimorchiata semi-pilota ad esempio). Verniciati esternamente in bianco e blu sono stati ridipinti dopo il 2000 in bianco e giallo, lo schema di colore della Metro C che ha ereditato parte del tracciato della linea. 
Potendo circolare liberamente anche sulla tratta extraurbana, ovviamente con minori prestazioni, due composizioni sono assegnate al deposito di Fiuggi per l'esercizio del locale servizio urbano. Di capienza eccessiva rispetto all'ormai ridotta domanda, vi circolano fino al 31 maggio 1960, ultimo giorno di servizio ferroviario delle diramazioni locali.